# 박금자
박금자(朴錦子, 1953년 2월 15일 ~ )은 대한민국의 의사, 정치인이다.
1984년 연세대학교 의과대학에서 박사과정을 졸업하고 영등포구 대림동에 산부인과를 개원한다. 1999년 새천년민주당 신당창당추진위원으로 정계에 입문한 박금자 의원은 2000년 2월 새천년민주당 총선기획단 기획위원을 시작으로 대표최고위원 여성특보, 새정치여성연대 상임대표, 3월에는 선대위 부대변인, 4월에는 제16대 총선에서 비례대표 예비후보 32위로 명단을 올렸다. 그러나 2003년 새천년민주당에서 열린우리당으로 분당되는 사태로 새천년민주당 비례대표인 조배숙 의원이 탈당하여 의원직을 상실함에 따라서 의원직을 승계하게 되었다. 이후 2004년 노무현 대통령 탄핵 소추에 참여하였고 이후에 열린 제17대 총선에서 새천년민주당으로 서울특별시 영등포구 을 선거구에 출마하였으나 낙선하였다.

## 학력
- 1977년 연세대학교 의학 학사
- 1982년 세브란스병원 산부인과 전공의 수료 및 전문의 취득
- 1984년 연세대학교 대학원 의학 박사

## 경력
- 연세대학교 의과대학 산부인과 강사 (생식내분비전공)
- 연세대학교 의과대학 외래교수
- 박금자 산부인과 의원 원장 (영등포구 대림동)
- 1996년 피임연구회 회장
- 1997년 영등포구 의사회 부회장
- 1999년 새천년민주당 신당창당추진위원
- 2000년 새천년민주당 총선기획단 기획위원
- 2001년 한국성폭력위기센터 대표
- 2003년 서울시의사회 부회장
- 2003년 영등포지역발전연구소 소장
- 한국여자의사회 이사
- 새천년민주당 당무위원, 새정치 여성연대 상임대표
- 제16대 국회의원

## 수상
- 경찰청 감사장 표창
- 여성부 감사패 표창
- 여성부 대통령상 표창
- 제22회 의약사평론가상

## 가족관계
- 남편: 정우제 (서울시 구로구 정내과의원)

## 저서
- 박금자. 《꿈꾸는 의사》. 미래클. 1990년 9월. ISBN 2002309000017
- 박금자. 《귀가 예쁜 여자 1》. 민미디어. 1994년 7월. ISBN 9788985299176
- 박금자. 《끈》. 사람들. 1994년 12월. ISBN 8986975106
- 박금자. 《여성클리닉》. 사람들. 1997년 3월. ISBN 8986975033
- 박금자. 《귀가 예쁜 여자 2》. 민미디어. 1999년 10월. ISBN 8987515265
- 박금자. 《당신이 꿈꿔 왔던 아기》. 민미디어. 1999년 10월. ISBN 8987515257
- 박금자. 《우리 동거 할까요》. 코드. 2002년 5월. ISBN 9788995297902
- 박금자. 《임신과 출산의 행복어사전》. 민미디어. 2003년 6월. ISBN 9788955520576
- 박금자. 《여성도 모르는 여성의 몸》. 민미디어. 2003년 7월. ISBN 8955520581
- 박금자. 《병원코디네이터 개론》. 북샘출판사. 2009년 8월. ISBN 9788996290926
- 박금자, 원복연, 강용주. 《병원코디네이터》. 북샘출판사. 2013년 8월. ISBN 9788994345574

## 역대 선거 결과
|  | 35.9% |

|  | 13.27% |